# تندیس هرکول
تندیس هرکول، در کناره شاهراه شرقی-غربی جاده ابریشم یا جاده بزرگ خراسان در محوطه تاریخی بیستون نزدیک کرمانشاه از سنگ تراشیده شده است. این تندیس به دوره سلوکیان تعلق دارد.

## مشخصات ظاهری
این تندیس که بر سکویی به طول ۲/۲۰ متر به پهلوی چپ به‌طور نیم خیز به آرنج تکیه نموده و در دست چپ پیاله‌ای دارد که تا نزدیک صورت نگه داشته‌است و نیز دست راستش بر روی پای راست قرار گرفته و پای چپ را تکیه گاه پای دیگر نموده‌است. طول مجسمه ۱/۴۷ متر که به‌طور برجسته از سنگ کوه تراشیده شده و از طرف پشت به کوه متصل است. در عقب مجسمه نقوش و کتیبه‌ای به زبان یونانی باستان بر روی سنگ نقش شده‌است. نقوش آن شامل درخت زیتونی است که از شاخه آن کماندان و تیردانی آویزان شده‌است. در کنار این درخت گرز مخروطی شکل گره داری حجاری شده که برجستگی آن نسبت به سایر نقوش بیشتراست. کتیبه به خط یونانی باستان در هفت سطر بر روی لوحی به ابعاد ۳۳ × ۴۳ سانتیمتر که نمای آن به شکل معابد یونانی ساخته شده نوشته‌اند. در زیر تنه هرکول نقش شیری دیده می‌شود که درازای آن از سر تا دم ۲۰۰ سانتیمتر و بلندی دم آن ۱۱۴ سانتیمتر است.

## کشف
در بهمن ماه سال ۱۳۳۷ هنگامی که کارگران شرکت شوسه برای احداث راه جدید همدان به کرمانشاه در دامنه کوه بیستون مشغول خاکبرداری و خروج سنگ از پای کوه و تسطیح جاده بودند. در حین کار به مجسمه نسبتاً بزرگی برخورد می‌نمایند که قسمتی از شانه آن از زیر خاک نمایان گردید. این مجسمه طی عملیات راهسازی توسط پیمانکار ایرانی «حاج عباسعلی محبی نوگورانی» پیدا شده که یکی از بارزترین نشانه‌های آن شکستن پیشانی مجسمه طی عملیات بیرون سازی مجسمه از خاک شکسته و بوسیله سیمان بازسازی شده‌است‌.

## دزدی و تخریب
سر این مجسمه دو بار (بار دوم در سال ۱۳۷۰) کنده و دزدیده شد ولی کشف گردید. اما مسئولان میراث فرهنگی ترجیح دادند برای جلوگیری از آسیب بیشتر سر کنونی هرکول را هنرمندان تازه از جنس همان سنگ (سنگ آهک) ساخته و نصب شود و سر اصلی در گنجینه میراث فرهنگی نگهداری گردد. آلت مردی این مجسمه طبق نظر اهالی شهرستان بیستون، در اوایل انقلاب شکسته و تخریب شد. همچنین پیاله شراب دست مجسمه نیز به همین صورت آسیب دید. تصاویر قدیمی از این مجسمه تفاوت‌های مجسمه را پیش و پس از تعمیر نشان می‌دهد. درازای این تندیس ۱۴۷ سانتی‌متر است.

## نگارخانه

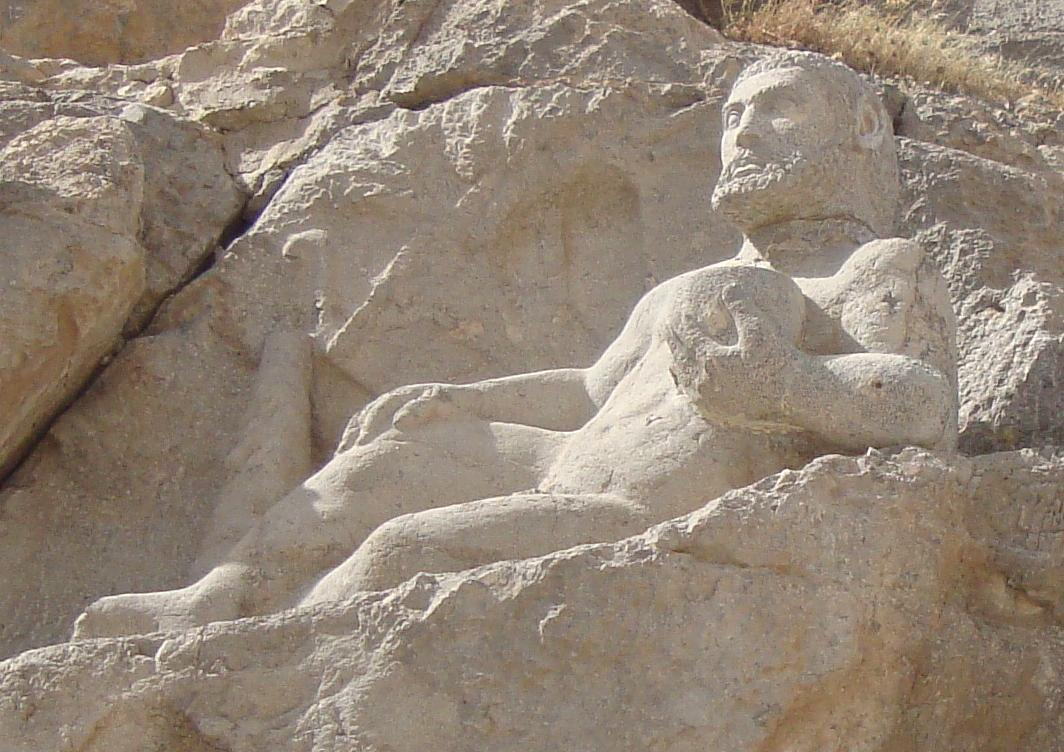
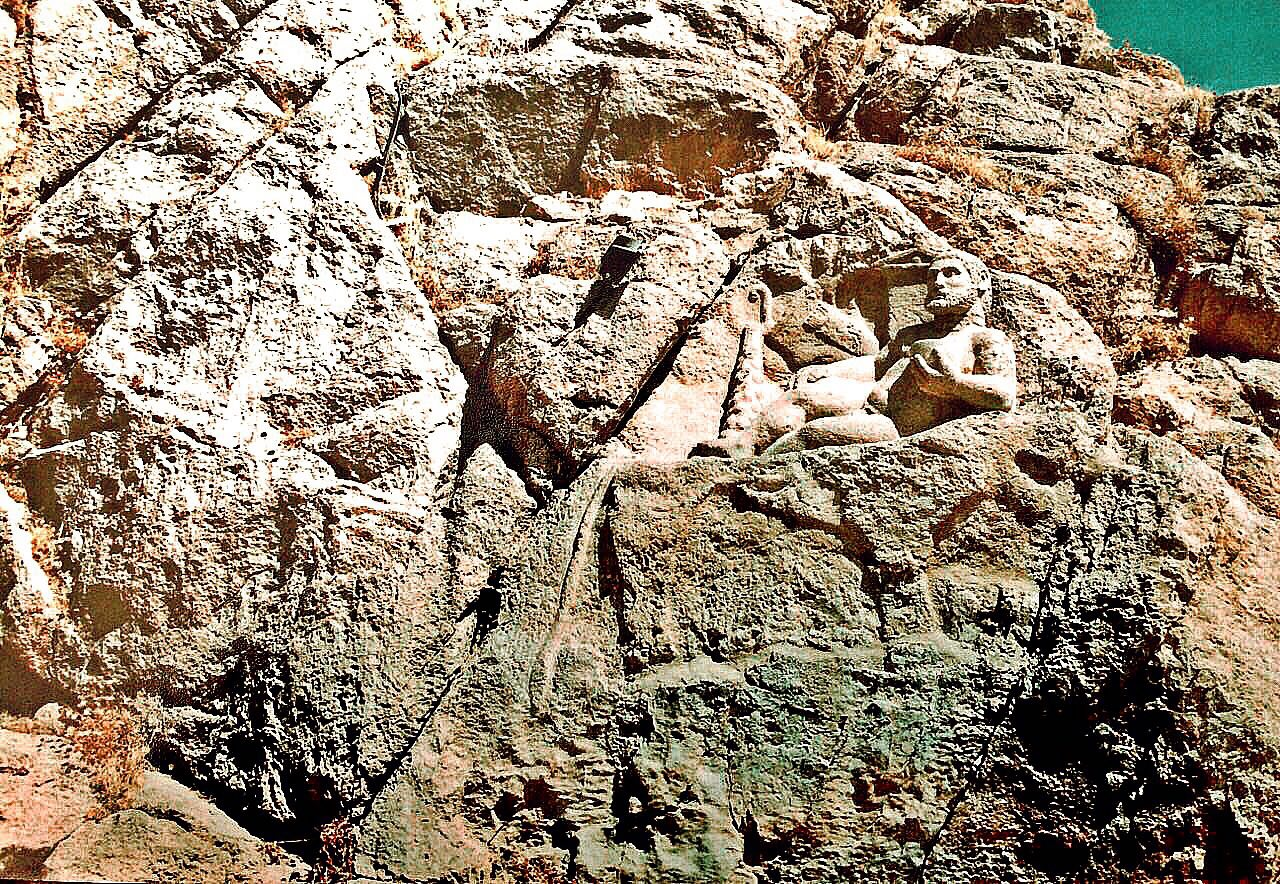
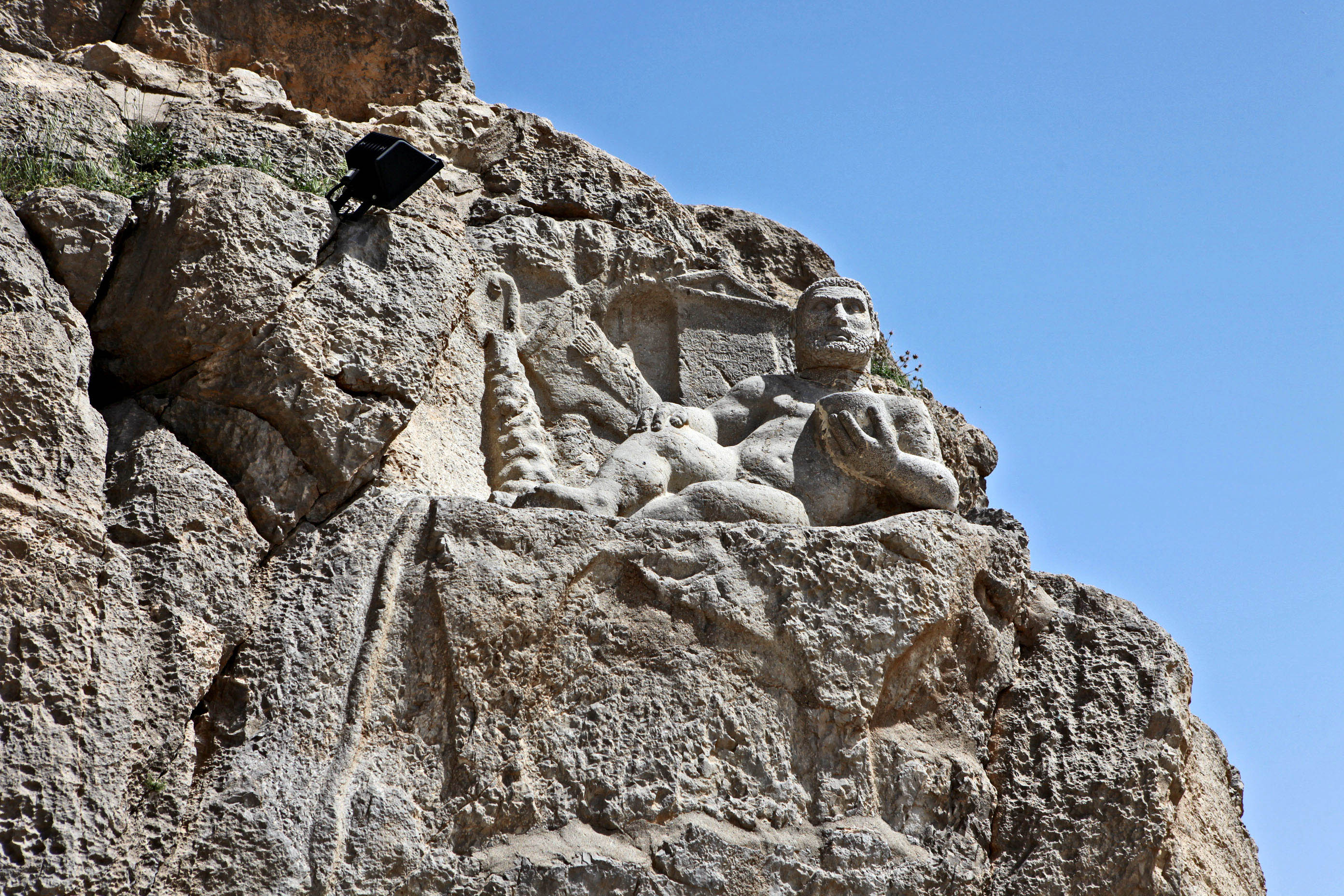
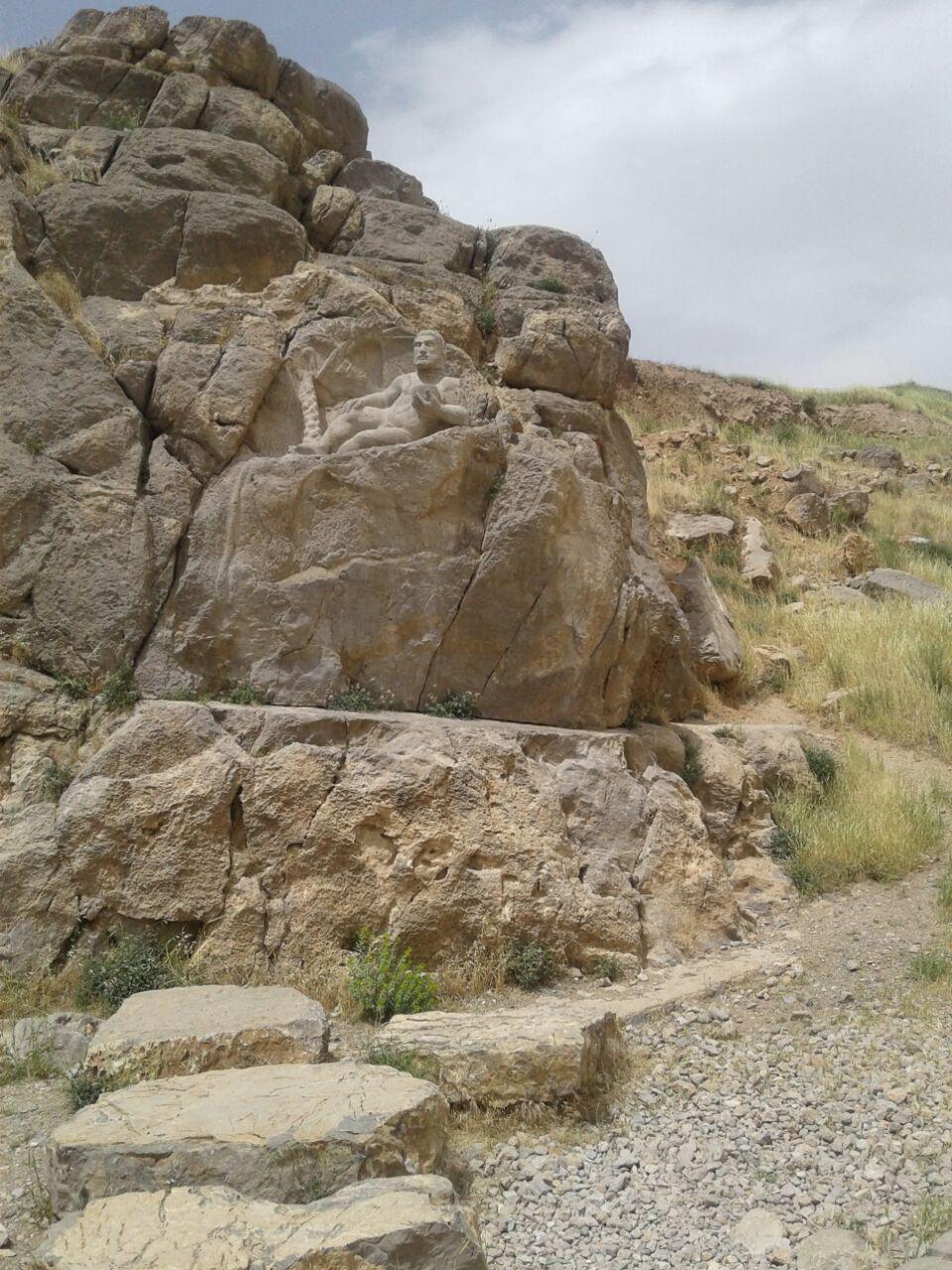